# Roberto Caamaño
Roberto Caamaño (Buenos Aires, 7 de juliol de 1923 - 8 de juny de 1993) fou un pianista, director d'orquestra i pedagog musical argentí.
Inicià els estudis musicals en el Conservatori Superior de Música de Buenos Aires, on s'especialitzà en composició i en instrumentació pianística. Al final de 1940 realitzà una gira per Europa per ampliar estudis, i residí a París, Viena i Roma. En retornar a l'Argentina ingressà com a professor en el citat Conservatori de Buenos Aires, i el 1959 fou nomenat director de l'Institut de Música Religiosa, també de la capital argentina. L'any següent, el 1960, fou nomenat director artístic del Teatro Colón de la capital argentina, on organitzà la temporada d'òpera amb la participació dels grans divos de l'època, com Renata Tebaldi, Mario del Monaco i Maria Callas.
Coma compositor, Caamaño va escriure nombroses peces per a piano i veu, a més d'obres per a dansa, cor i cor amb orquestra. Entre les seves obres cal destacar la música escrita per Les Chevaliers de la Table ronde (1950), peça escènica de l'escriptor francès Jean Cocteau. Per altra banda, cal destacar-se la seva qualitat com a virtuós del piano. Ha estat també mestre de grans compositors i compositores argentines com Marta Lambertini i de directors d'orquestra com ara Facundo Agudin.